# Werkspoorkathedraal
De Werkspoorkathedraal is een grote fabriekshal in de stad Utrecht in Nederland. De hal ligt op een bedrijventerrein aan de Tractieweg ten noordwesten van het stadscentrum. In het noordoosten ligt de spoorlijn Amsterdam - Elten en in het zuiden de spoorlijn Utrecht - Rotterdam.
De hal heeft een hoogte van 20 tot 30 meter en ligt aan een haven aangelegd aan het Amsterdam-Rijnkanaal.

## Geschiedenis
De Werkspoorkathedraal is een van de voormalige hallen van Werkspoor dat onder meer rollend materieel voor het spoor en bruggen vervaardigde. Het bedrijf vestigde zich rond 1913 in de toenmalige gemeente Zuilen op een braakliggend terrein, sinds 1954 vallend onder de gemeente Utrecht.
In de eerste jaren (tot 1960) werden veel van de constructies gemonteerd in de open lucht. Echter, de eisen aan het materiaal veranderden en er werden inmiddels ook andere materialen toegepast, waardoor montage in de open lucht niet meer de kwaliteit kon bieden die men verlangde. Daarnaast wilde Werkspoor zich ook richten op andere "diensten", omdat de afzet  van treinen en bruggen terugliep. Hiervoor werd in 1960 de Apparatenhal gebouwd, de toenmalige naam van de Werkspoorkathedraal. De hal was sindsdien in gebruik als montagehal van Werkspoor. De hal werd in de omgeving van de staalfabriek Demka gebouwd. In de jaren 1970 werd de hal door Werkspoor buiten gebruik gesteld, Sindsdien werd de hal gebruikt door diverse bedrijven.
In 2014 kreeg de kathedraal een nieuwe eigenaar en werd de hal opgeknapt en onder meer voorzien van een nieuwe betonvloer. Sinds 2016 is de hal in gebruik voor evenementen. Het ontwerp voor de renovatie kwam uit de koker door MONK Architecten en won in 2017 de Rietveldprijs.

## Fotogalerij

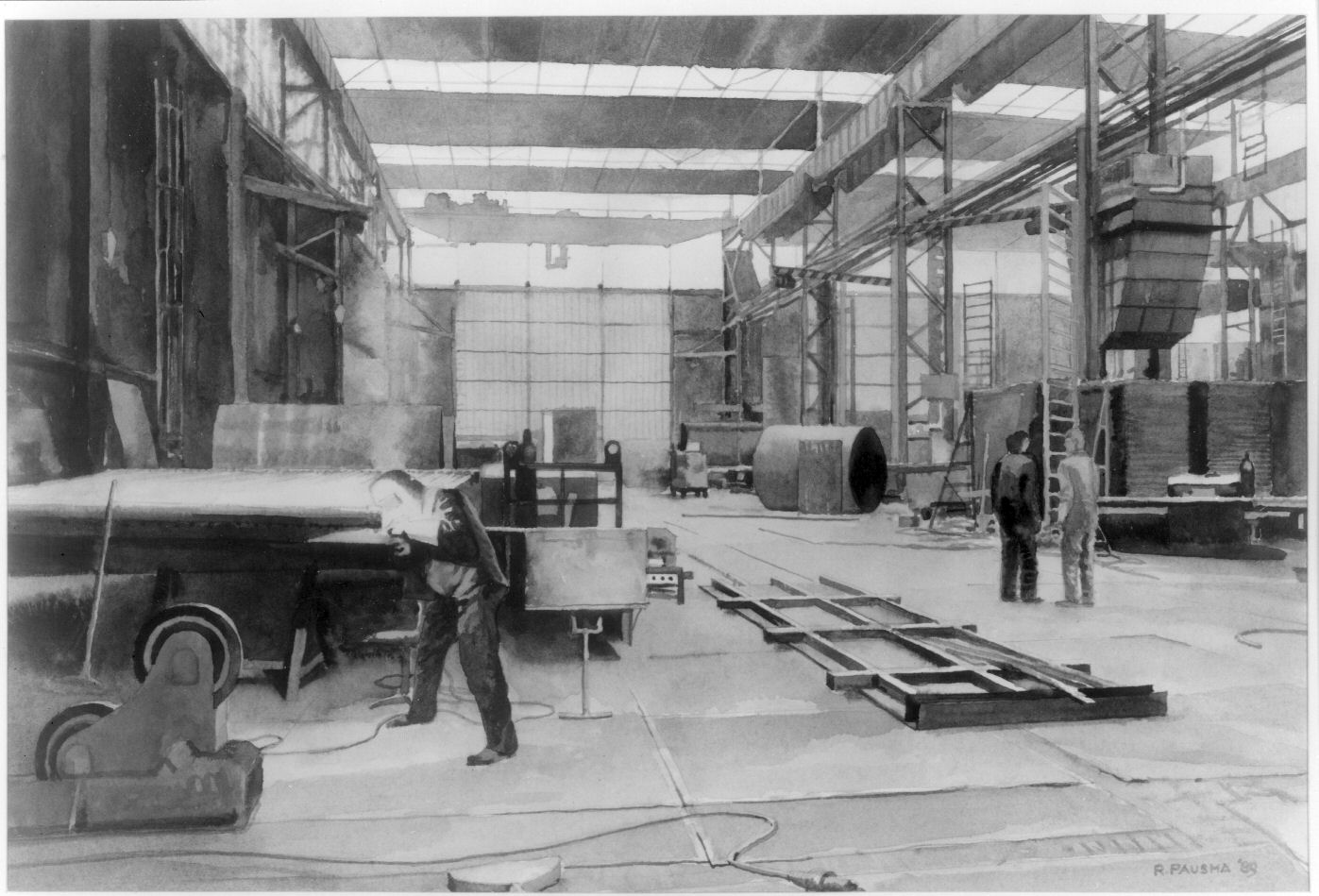
De montagehal in gebruik door Standard Fasel Lentjes in 1989
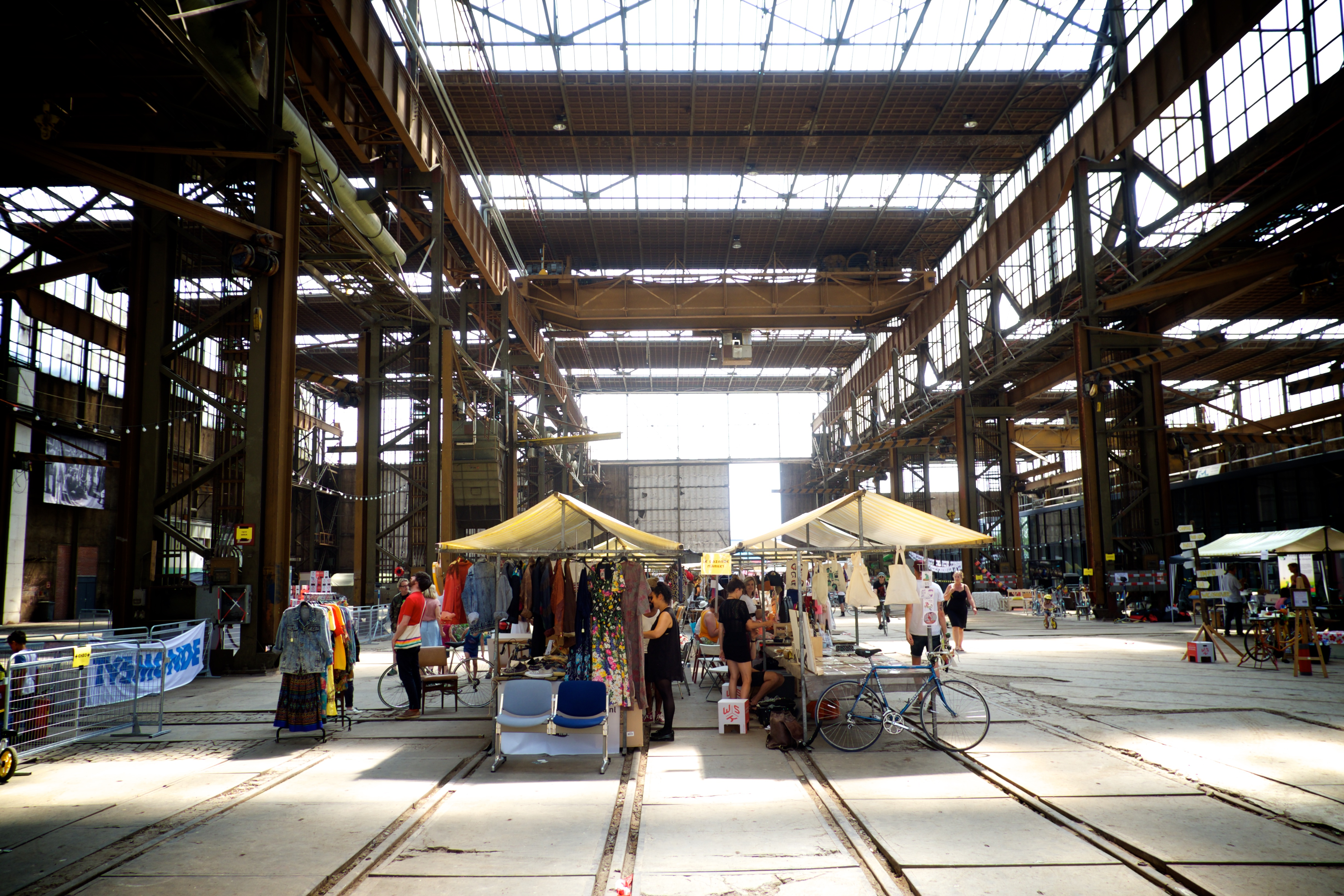
De Werkspoorkathedraal tijdens een evenement in 2015
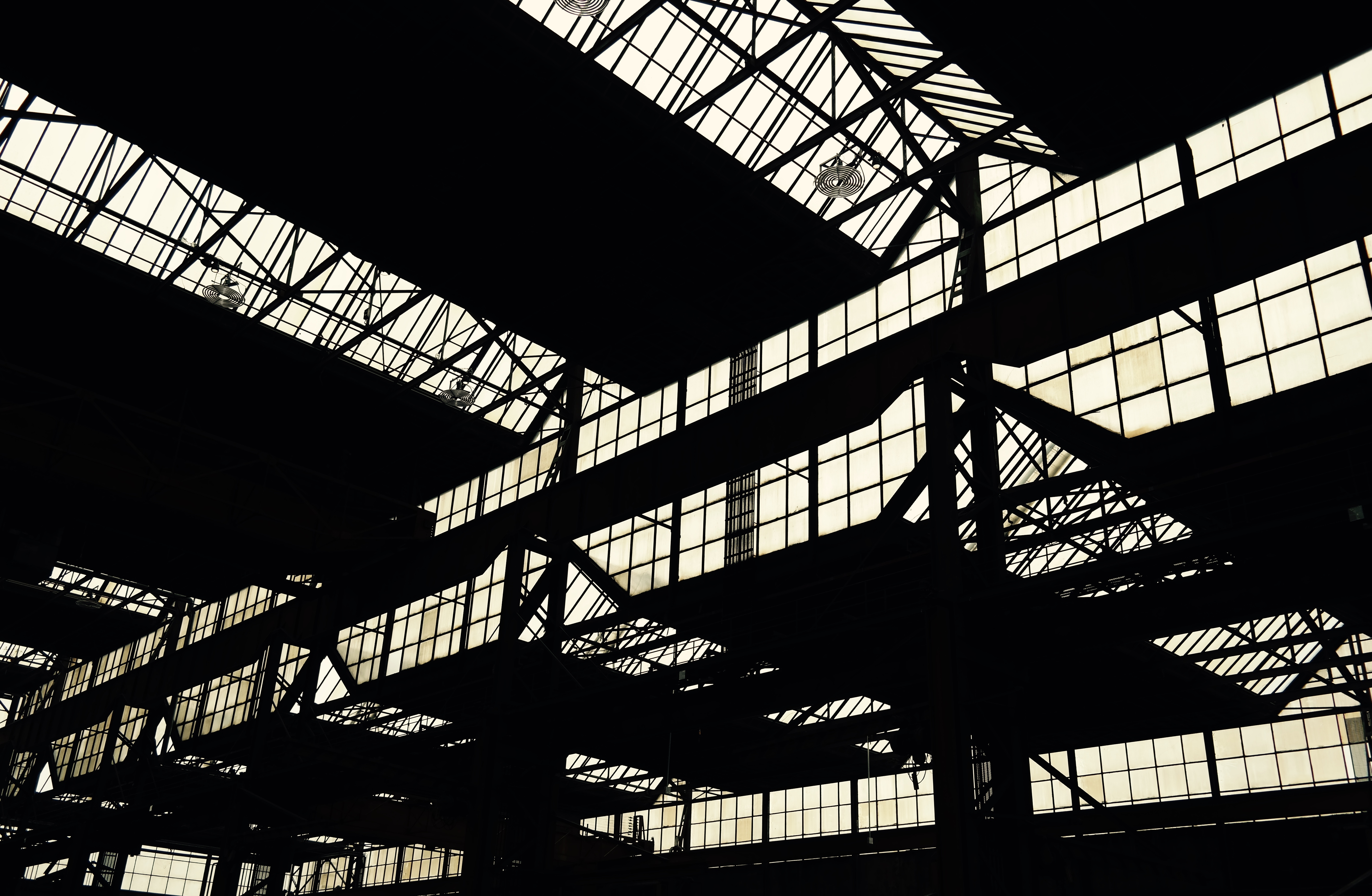
De dakconstructie met tegenlicht in 2017